# Sindicatura General de Empresas Públicas
La Sindicatura General de Empresas Públicas (SiGEP) de Argentina fue un ente público perteneciente al Estado central de este país. Su función era el control externo de un conjunto de empresas estatales en el ámbito del Ministerio de Economía de la Nación. Estuvo activa entre 1978 y 1992.

## Historia
Fue creado por la ley n.º 21 801 del 18 de mayo de 1978, firmada por el entonces presidente de facto del país, Jorge Rafael Videla, durante la dictadura autodenominada «Proceso de Reorganización Nacional». Esta sindicatura general, que sustituyó a la Corporación de Empresas Nacionales creada por el presidente Juan D. Perón en 1973, fue designada para efectuar el control externo de las empresas públicas, a través de control de legalidad, de control de auditoría y de control de gestión.
Esta sindicatura general fue disuelta en 1992 por la ley n.º 24 156 del Congreso de la Nación, sancionada el 30 de septiembre de ese año y promulgada el 26 de octubre, bajo el primer gobierno de Carlos Saúl Menem. Para el control externo, esta ley de 1992 creó la Auditoría General de la Nación (AGN).